# Colegio Real de la Universidad Nacional Mayor de San Marcos
"Centro Cultural de la Universidad de San Marcos" puede referirse también a la Casona de la Universidad de San Marcos, su actual principal centro cultural.
El Colegio Real de la Universidad Nacional Mayor de San Marcos —actualmente Centro Cultural "Colegio Real" de las Culturas Peruanas Contemporáneas de la Universidad Nacional Mayor de San Marcos (siglas: CRSM)— es un edificio histórico de Lima donde funciona el segundo centro cultural de la Universidad de San Marcos, constituido como tal en el 2006. Los ambientes del antiguo "Colegio Real" de San Marcos datan del período colonial, y se localizan al costado del Congreso de la República del Perú. Está conformado por tres dependencias de la universidad: El Instituto de Lingüística Aplicada "CILA", el Archivo Histórico "Domingo Angulo" de la Universidad de San Marcos, y del Seminario de Historia Rural Andina. Regularmente se realizan exposiciones y muestras, que principalmente toman lugar en la sala de exposiciones del "Colegio Real".

## Historia
La historia del Colegio Real se remonta a fines del siglo XVI, cuando fue fundado por iniciativa del virrey Francisco Álvarez de Toledo en 1592. Fue un colegio con estudios de cánones y leyes, para la educación de los hijos, nietos y descendientes de los conquistadores españoles y pobladores del reino, así como para las personas de reconocidos méritos. El rector del colegio era también el rector de la Universidad de San Marcos; la administración cotidiana del colegio recaía en el vicerrector, que residía en el claustro. Ambos cargos tenían una duración de dos años y se mantenían aún en el caso de que el rector dejare de serlo de la Universidad. El bienio rectoral corría a partir del 28 de junio, víspera de la festividad de San Pedro y San Pablo. En el Colegio se guardaban las constituciones y ceremonias del Colegio Mayor Santa Cruz. Después de las reformas borbónicas que provocaron la expulsión de los jesuitas, el plantel se refundió en el Convictorio de San Carlos. A fines del siglo XVIII, el Inspector de Guerra Gabriel de Avilés y del Fierro dedicó el local a cuartel del Regimiento Real de Lima. Posteriormente durante la época republicana fue sede del Estado Mayor del Ejército. Desde fines del siglo XX, la Universidad de San Marcos le ha dado al Colegio Real las funciones de un Centro Cultural y Archivo Histórico. En la actualidad se ha realizado la reapertura de sus instalaciones, brindando exposiciones pictóricas, fotográficas, proyección de cine dirigida a la comunidad sanmarquina y público en general. 